# Josef Scharbert
Josef Scharbert (* 16. Juni 1919 in Grosse im Bezirk Jägerndorf, Tschechoslowakei; † 21. April 1998 in München) war ein deutscher römisch-katholischer Theologe, Alttestamentler und Hochschullehrer. Er lehrte 1969 bis 1984 als ordentlicher Professor für Alttestamentliche Exegese an der Ludwig-Maximilians-Universität München.

## Leben
Geboren als Sohn von Oskar Scharbert und Maria Scharbert (geb. Kammer) studierte Josef Scharbert ab 1938 Theologie am Priesterseminar in Olmütz, wechselte später an die Erzbischöfliche Philosophisch-Theologische Studienanstalt in Weidenau. 1939 wurde er zum Kriegsdienst als Sanitäter eingezogen. 1943 kehrte er wegen Verwundung aus Russland zurück, kam 1945 in russische Kriegsgefangenschaft und floh in westliche Besatzungszonen. Im Jahr 1946 nahm er sein Studium in Passau wieder auf, wo er 1948 zum Priester geweiht wurde. Im Anschluss war er von 1948 bis 1951 als Kooperator in Schönberg/Bayerischer Wald, Thurmannsbang und Passau-Ilzstadt tätig. Es folgte 1951 ein Promotionsstudium in Bonn bei Friedrich Nötscher, das er 1953 abschloss. Er studierte ein weiteres Jahr am Päpstlichen Bibelinstitut in Rom, wo er 1954 ein Bibelwissenschaftliches Lizentiat erwarb. In den Jahren 1955 und 1956 arbeitete er als Lehrer für Hebräisch in Tübingen, es folgte 1957 seine Habilitation für das Fach Alttestamentliche Exegese durch die Universität Bonn, wo er in der Folgezeit als Privatdozent tätig war, 1958 als Lehrstuhlvertretung und ab 1960 als außerordentlicher Professor.
Scharbert war ab 1964 ordentlicher Professor an der Philosophisch-Theologischen Hochschule Freising. 1968 wechselte er als ordentlicher Professor für Alttestamentliche Exegese an die Ludwig-Maximilians-Universität München. Im Jahr 1984 wurde er emeritiert. Zu seinen Schülern zählen u. a. Werner Berg und Edith Heindl.

### Auszeichnungen
- 1979: Päpstlicher Ehrenprälat
- 1979: Mitglied der Sudetendeutschen Akademie der Wissenschaften und Künste (Geisteswissenschaftliche Klasse)
- Mitglied des Instituts für Kirchengeschichte von Böhmen-Mähren-Schlesien
- 1989: Festschrift zum 70. Geburtstag
- 1988: Sudetendeutscher Kulturpreis für Wissenschaft der Sudetendeutschen Landsmannschaft

## Werke (Auswahl)

### Publikationen in Buchform
- Der Schmerz im Alten Testament (= Bonner Biblische Beiträge, Band 8), Hanstein, Bonn 1955 (Zugleich Hochschulschrift Bonn, Kath.-theol. Faktultät, Dissertation vom. 5. September 1953, unter dem Titel Der Schmerz im Alten Testament philologisch, psychologisch und theologisch untersucht.)
- Solidarität in Segen und Fluch im Alten Testament und in seiner Umwelt (= Bonner Biblische Beiträge, Band 14), Hanstein, Bonn 1958 (Band 1, Väterfluch und Vätersegen, zugleich Hochschulschrift, Habilitations-Schrift, Bonn 1957).
- Einführung in die Heilige Schrift (= Der Christ in der Welt, Reihe 6, Das Buch der Bücher, Band 1), Pattloch Aschaffenburg 1959.
- Heilsmittler im Alten Testament und im Alten Orient, (= Quaestiones disputatae, Band 23/24), Herder, Freiburg i. Br., Basel, Wien 1964.
- Das Sachbuch zur Bibel, Christiana-Verlag, Zürich 1965.
- Fleisch, Geist und Seele im Pentateuch. Ein Beitrag zum Anthropologie der Pentateuchquellen (= Stuttgarter Bibelstudien, Band 19), Katholisches Bibelwerk, Stuttgart 1966.
- Prolegomena eines Alttestamentlers zur Erbsündenlehre (= Quaestiones disputatae, Band 37), Herder, Freiburg i. Br., Basel, Wien 1968.
- (Autor), Werner Berg (Beitrag), Ausgewählte Themen der Einleitung in das Alte Testament (= Universität München. Lehrstuhl für Theologie des Alten Testaments (Hrsg.), Skripten des Lehrstuhls für Theologie des Alten Testaments, Heft 4).
- (Autor), Werner Berg (Anhang), Gott im Alten Testament (= Ausgewählte Themen der Theologie des Alten Testaments, Teil 1, Universität München. Lehrstuhl für Theologie des Alten Testaments (Hrsg.), Skripten des Lehrstuhls für Theologie des Alten Testaments, Heft 5), München 1982
- Der Messias im Alten Testament. Mit einem Anhang zum 65. Geburtstag des Herausgebers (= Universität München. Lehrstuhl für Theologie des Alten Testaments (Hrsg.), Ausgewählte Themen der Theologie des Alten Testaments, Teil 3, Skripten des Lehrstuhls für Theologie des Alten Testaments, Heft 7), Institut für Biblische Exegese der Universität, Altes Testament II, München 1984.
- Zwangsumsiedlungen in Vorderasien zwischen dem 10. und dem 6. Jahrhundert v. Chr. nach altorientalischen und biblischen Quellen (= Sudetendeutsche Akademie der Wissenschaften und Künste. Geisteswissenschaftliche Klasse: Sitzungsberichte, Heft 1), Verlags-Haus Sudetenland, München 1988.
- „Ich bin Josef, euer Bruder“. Die Erzählung von Josef und seinen Brüdern, wie sie nicht in der Bibel steht, EOS-Verlag, St. Ottilien 1988, ISBN 978-3-88096-703-8.
- (Autor) Exodus, (= Josef G. Plöger (Hrsg.), Josef Schreiner (Hrsg.), Die neue Echter-Bibel, Kommentar zum Alten Testament mit der Einheitsübersetzung, Lieferung 24), Echter Verlag, Würzburg 1989, ISBN 978-3-429-01245-8.
- »Fürchte dich nicht! Ich bin bei dir.« (Jes. 43,5). Rückblick eines Theologieprofessors auf seine Jugend in chaotischer Zeit (= Sudetendeutsches Priesterwerk (Hrsg.), Schriftenreihe des Sudetendeutschen Priesterwerkes Königstein, Taunus, Band 27), Sudetendeutsches Priesterwerk, Königstein 1991.
- Ein Brief an Heimatvertriebene aus dem Jahr 595 v. Chr., sein Anlaß und seine Folgen, Verlags-Haus Sudetenland, München 1991, (= Sudetendeutsche Akademie der Wissenschaften und Künste. Geisteswissenschaftliche Klasse, Sitzungsberichte, Heft 8)
- Numeri (= Josef G. Plöger (Hrsg.), Josef Schreiner (Hrsg.), Die neue Echter-Bibel, Kommentar zum Alten Testament mit der Einheitsübersetzung, Lieferung 27), Echter, Würzburg 1992, ISBN 978-3-429-01429-2.
- (Autor) und Georg Hentschel (Autor), Rut und 1 Samuel (= Josef G. Plöger (Hrsg.), Josef Schreiner (Hrsg.), Die neue Echter-Bibel, Kommentar zum Alten Testament mit der Einheitsübersetzung, Lieferung 33), Echter, Würzburg 1994, ISBN 978-3-429-01597-8.
- Deuterojesaja – der ‘Knecht Jahwes’?, Kovač, Hamburg 1996, ISBN 978-3-86064-319-8

### Zeitschriftenartikel
- Das Alter und die Alten in der Bibel,  Saeculum, Band 30, Heft 4, 1979, Seiten 338–354, doi:10.7788/saeculum.1979.30.4.338.

### Lexikonartikel
- (Autor), Friedrich Nötscher, in: Biographisch-Bibliographisches Kirchenlexikon (BBKL). Band 6, Bautz, Herzberg 1993, ISBN 3-88309-044-1, Sp. 985–989.